# Prawdopodobieństwo a priori
Prawdopodobieństwo a priori to prawdopodobieństwo obliczane przed realizacją doświadczenia losowego, czyli klasyczne prawdopodobieństwo, w odróżnieniu od prawdopodobieństwa a posteriori, obliczanego na podstawie wyników doświadczenia, czyli częstości.
Aby obliczyć prawdopodobieństwo a priori należy posłużyć się poniższym wzorem określającym prawdopodobieństwo całkowite.
Przy spełnionych założeniach:
1) Zdarzenie losowe B jest dowolnym zdarzeniem należącym do zbioru Z
2) Zdarzenia losowe A1, A2, ... , An należą do zbioru Z oraz spełniają poniższe warunki
- Ai ∩ Aj {\displaystyle \,=} Ø , {\displaystyle \,i\neq j}
- A1 ∪ A2 ∪ ... ∪ An = Ω
- P(Ai) > 0 , i = 1, ... , n

gdzie
Ω - zbiór zdarzeń elementarnych
Z - rodzina podzbiorów przestrzeni zdarzeń elementarnych Ω
P(Ai) - prawdopodobieństwo zdarzenia Ai
P(B|Ai) - prawdopodobieństwo zdarzenia B pod warunkiem zajścia zdarzenia Ai